# Franske koloniimperium
Det franske koloniimperium har gennem tiden omfattet en række områder, der var under fransk styre fra 1600-tallet til omkring 1960. Fra slutningen af det 19. århundrede til anden halvdel af det 20. århundrede regnedes det franske koloniimperium som det næststørste i verden. I 1920'erne og 1930'erne, da koloniimperiet var størst, omfattede det et areal på 13.500.000 km², hvilket – når moderlandets areal medregnes – udgjorde 10,0% af jordoverfladen.[kilde mangler] Koloniimperiets indflydelse afspejler sig derved, at fransk regnes som det fjerdemest talte europæiske sprog.
Frankrig indledte sit koloniimperium ved oprettelsen af kolonier i Nordamerika, Det Caribiske Hav og Indien. Under en række krige med England i begyndelsen af 1800-tallet mistede Frankrig stort set alle sine kolonier i disse områder og opgav derefter at genvinde disse, hvorfor man har betegnet dette som Frankrigs første koloniimperium.
I løbet at det 19. århundrede og i det 20. århundrede påbegyndte Frankrig oprettelsen af et andet koloniimperium, denne gang med sin hovedvægt i Afrika og Sydøstasien suppleret med visse forvaltningsområder i Mellemøsten. De fleste af disse kolonier var under fransk overherredømme frem til slutningen af 2. verdenskrig til trods for den tyske besættelse af moderlandet, men derefter skete en afvikling af de fleste franske kolonier. Efter en række forgæves krige mod antikoloniale frihedsbevægelser, ikke mindst i Indokina og Algeriet, skete afviklingen i hastig takt allerede i 1950'erne og 1960'erne; tilbage blev en række spredte oversøiske områder, som vedligeholdte deres stilling som dele af Frankrig, tilsammen omfattende et areal på omkring 123.150 km², hvilket udgjorde 1% af koloniimperiet i 1939. I disse områder boede i alt 2.624.505 indbyggere i 2009 med fulde statsborgerlige rettigheder.

## Det første franske koloniimperium
Allerede ved en række ekspeditioner ved Giovanni da Verrazano og Jacques Cartier i begyndelsen af det 16. århundrede såvel som en række togter ved franske skibe og fiskere til de store fiskerbanker ved Newfoundland lagdes grunden til Frankrig første kolonier. Disse tiltag blev imidlertid modarbejdet dels af Spanien, som søgte at holde andre lande ude fra det amerikanske kontinent, dels af indre religiøse krige i Frankrig, der forhindrede tiltag til støtte for dannelsen af kolonier. En række tidlige franske udvandrere forsøgte at oprette udvandringskolonier i Rio de Janeiro 1555 ("France Antarctique"), i Florida (herunder Fort Caroline i 1562) og i São Luís 1612 ("France Êquinoxiale"), men disse mislykkedes alle på grund af manglende statslig støtte og samtidig portugisisk og spansk modvilje.

### Ny Frankrig-kolonien
Den egentlige franske kolonirørelse begyndte den 27. juli 1605 med oprettelsen af Port Royal i kolonien Acadia i Nordamerika. Få år senere, i 1608, oprettede Samuel de Champlain kolonien Quebec, der skulle udvikle sig til hovedsæde for et stort, men sparsomt befolket pelshandelsområde i Ny Frankrig. Kolonien havde en meget sparsom befolkning, hvilket bevirkede, at franskmændene holdt venskabelige forbindelser til den stedlige indfødte befolkning uden hverken at lægge beslag på de indfødtes jord eller gøre dem til tvangsarbejdere, og hvorved den franske kolonisation adskilte sig afgørende fra den spanske og engelske langt mere voldelige fremfærd. Uden omfattende brug af vold opbyggede franskmændene et sammensat netværk af militære, handelsmæssige og diplomatiske forbindelser med indianerne. Dog skete der tiltag for at gøre indianerne til katolikker, men Ny Frankrig gav de indfødte en udstrakt frihed i egne sager, herunder udøvelsen af deres traditionelle tro.
Til trods for, at franskmændene gennem alliancer med de forskellige indfødte stammer sikrede sig muligheden for at kontrollere store dele af det nordamerikanske område, skete en fransk kolonibosættelse overvejende i St. Lawrence-floddalen. Frem til 1663 var der tale om handelskolonier, men dette år oprettedes et styrende råd. Med intendanten Jean Talons ankomst i 1665 indledtes en kolonisering, der lader sig sammenligne med den samtidige engelske. Men interessen for kolonial bosættelse var i Frankrig fortsat beskeden, og den samtidige franske politik var rettet mod bevarelsen af overmagten i Europa, hvorfor Ny Frankrig i det meste af sin eksistens havde en langt mere beskeden kolonibosættelse og økonomisk udvikling end de engelske kolonibosættelser.
1713 blev Acadia afstået til England ved Freden i Utrect.

### Louisiana
I 1699 udvidedes de franske territoriale kolonikrav yderligere med oprettelsen af Louisiana i Mississippi-flodens områder. Derved indledtes dannelsen af et omfattende handelsnetværk tværs op igennem kontinentet over de store søer til Canada, sammenbundet af et antal mere eller mindre velbeliggende forter, hvoraf adskillige i landskabet Illinois og det senere Arkansas.

### Vestindien
Sideløbende med de franske kolonitiltag på det nordamerikanske kontinent blev der også gjort fremstød i Vestindien. Bebyggelser blev 1624 oprettet på nordkysten af det sydamerikanske kontinent i det senere Fransk Guiana og på Saint Kitts i 1625 (oprindeligt med fælles overherredømme med England). Fransk eneherredømme opnåedes i 1713 ved Freden i Utrect. I 1635 oprettede Compagnie des Íles de l‘Amerique franske kolonier i Guadeloupe og Martinique, og yderligere en koloni oprettedes 1650 på Saint Lucia. Kendetegnende for disse var plantager til fødevarefrembringelse opretholdt med et omfattende slaveri, der sikredes ved slavehandel fra Afrika. 1660 forsøgte den stedlige befolkning et oprør for derved at modvirke udviklingen. Endelig 1664 oprettedes den franske koloni Saint-Domingue på den vestlige halvdel af Hispaniola, en da ellers spansk koloni. I det 18. århundrede udviklede Saint-Dominque sig til den vigtigste sukkerfrembringende koloni i det caribiske område; en kort tid kom også øens østlige del under fransk styre efter, at Spanien i 1795 havde overdraget området til Frankrig.

### Afrika
I 1624 oprettedes en række franske handelsstationer i Senegal i Vestafrika.

### Asien
I 1664 oprettedes Det franske ostindiske kompagni med henblik på handel mod dette område, og handelskolonier blev oprettet 1664 på Íle de Bourbon, 1673 i Chandernagore, 1674 i Pondicherry, 1718 på Île-de-France, 1723 i Yanam, 1725 i Mahe, 1739 i Karikal og 1756 på Seychellerne.

## Kolonikrige med England
Det var således et ikke ganske ubetydeligt koloniimperium, som Frankrig havde oprettet frem til midten af det 18. århundrede. På dette tidspunkt indledtes imidlertid en række kolonikrige med England, som førte til sammenbruddet af det første franske koloniimperium. Disse var Den østrigske Arvefølgekrig (1744-1748), Syvårskrigen (1756-1763), Den amerikanske Befrielseskrig (1778-1783) og Napoleonskrigene (1803-1815).
Skønt den østrigske arvefølgekrig endte uafklaret – uanset franske fremgange i Indien under den franske guvernørgeneral Joseph François Dupleix og i Europa under marskal Saxe – bevirkede Syvårskrigen (efter tidlige franske fremgange i Minorca og Nordamerika) et fransk nederlag ved den engelske erobring af Ny Frankrig (herunder øerne Saint-Pierre og Miquelon), af de franske vestindiske kolonier i Det caribiske Hav og af handelskolonierne i Indien: ganske vist gav fredsaftalen Frankrig de indiske handelskolonier, de caribiske øer Martinique og Guadeloupe tilbage, til gengæld måtte Frankrig afstå sine omfattende kolonier i Nordamerika, det meste af Ny Frankrig samt Grenada og Saint Lucia i Vestindien og anerkende den engelske dominans i Indien.
Siden fik Frankrig kolonien Saint Lucia tilbage ved Parisaftalen (1783), men i 1791 udbrød et omfattende slaveoprør i kolonien Saint Domingue – en fjern udløber af den franske revolution 1789. Slaveoprøret blev oprindeligt ledet af Toussaint L'Ouverture og, efter dennes tilfangetagelse i 1801, af Jean-Jacques Dessalines, der førte øen frem til selvstændighed i 1805 som Haiti. Omtrent samtidig genoptog England kampene mod Frankrig og erobrede næste alle de franske kolonier. De blev tilbagegivet ved Freden i Amiens i 1802, men kom atter på britiske hænder efter krigens genoptagelse 1803. Begivenhederne, og ikke mindst tabet af Saint Dominque, overbeviste Napoleon Bonaparte om, at genkøbet af Louisiana (der var blevet overdraget Spanien efter Syvårskrigen og derefter genkøbt) ville være uden mening, hvorfor han 1803 solgte Frankrigs rettigheder til området til De Forenede Stater. Et fransk forsøg på at oprette en koloni i Egypten 1798-1801 mislykkedes ligeledes.

## Det andet franske koloniimperium
Ved afslutningen af Napoleonskrigene fik Frankrig de fleste af sine kolonier tilbagegivet, således Guadeloupe og Martinique i Vestindien, Fransk Guiana på den sydamerikanske kyst, handelspladser i Senegal, Íle Bourbon (Réunion) i det Indiske Ocean, de mange små handelspladser i Indien, men Saint Lucia, Tobago, Seychellerne og Île-de-France (Mauritius) overgik endeligt til England.
Frankrigs andet koloniimperium indledtes i 1830 med den franske invasion i Algeriet, der blev erobret i løbet af 17 år. Det andet imperium, ledet af Napoleon 3., tog flere tiltag: Et forsøg på at oprette et kolonilignende protektorat over Mexico efter en fransk invasion, der varede fra 1861 til 1867, mislykkedes, og Frankrig måtte opgive alle yderligere planer herom efter den amerikanske borgerkrigs afslutning, da den amerikanske præsident Andrew Johnson praktiserede Monroe-doktrinen. Derimod lykkedes det at etablere et fransk overherredømme over Cochinchina i 1867 og 1874 og et protektorat over Cambodia i 1863. Allerede i 1849 opnåede Frankrig consessioner i Shanghai, der opretholdtes til 1946.

### Indokina
Det var imidlertid først efter den fransk-preussiske krig 1870-1871 og oprettelsen af Den Tredje Republik (1871-1940), at Frankrig erobrede flertallet af sine koloniale besiddelser. Fra baserne i Cochinchina udvidede Frankrig kontrollen til Tonkin og Annam 1884-1885, hvilke sammen med Cambodia og Cochinchina førte til dannelsen af Fransk Indokina i 1887, udvidet med Laos i 1893 og Kwang-Chou-Wan i 1900.

### Afrika
Desuden udvidede Frankrig sin indflydelse i Nordafrika ved etableringen af protektoratet over Tunesien i 1881 ved Bardo-traktaten, og fransk kontrol blev herefter gradvist udvidet over det meste af Vestafrika (herunder de senere stater Mauretanien, Senegal, Guinea, Mali, Elfenbenskysten, Benin, Niger, Tchad, Den Centralafrikanske Republik, Republikken Congo), desuden i Østafrika (Fransk Somaliland). Frankrig havde dannet sig et afrikansk koloniimperium i øst-vestlig retning, der imidlertid mod øst kom i konflikt med britiske planer om et nord-sydgående koloniimperium. Denne konflikt kom til udløsning ved Fashodaaffæren, da en ekspedition ledet af Jean-Baptiste Marchand stødte sammen med styrker ledet af lord Kitchener. Senere, under Agadir-krisen i 1911, støttede England franskmændene, der gjorde Marokko til et fransk protektorat.

### Stillehavet
Omtrent samtidig oprettede Frankrig kolonier i de sydlige dele af Stillehavet, herunder Ny Caledonien, Fransk Polynesien (med Marquesas, Selskabsøerne og Tuamotus) samt med briterne fælles ledelse af Ny Hebriderne.

### Mellemøsten
Endelig tilkom efter 1. verdenskrig yderligere franske kolonier i Mellemøsten, hvor Frankrig overtog dele af det tidligere Osmanniske Riges derværende besiddelser (det senere Libanon og Syrien) foruden de tidligere tyske kolonier i Afrika Togo og Kamerun.

## Det franske koloniimperiums sammenbrud
Det franske koloniimperiums sammenbrud indledtes allerede under 2. verdenskrig, da forskellige dele af imperiet blev erobret af fremmede magter: Indokina af Japan, Madagaskar, Libanon og Syrien af England, Algeriet og Marokko af USA og England, Tunesien af Tyskland og Italien. Det lykkedes imidlertid general Charles de Gaulle at genvinde magten over områderne. I 1946 blev det tidligere kolonistyre afløst af Den Franske Union.
Straks efter verdenskrigens afslutning blev Frankrig imidlertid stillet over for dekoloniseringskrav. I 1947 lykkedes det Paul Ramadiers kabinet at undertrykke Malagasy-oprøret. I Asien erklærede Viet Minh under ledelse af Ho Chi Minh Vietnams uafhængighed, hvilket startede den fransk-vietnamesiske krig, der sluttede med Frankrig tilbagetrækning i 1954. I Kamerun etablerede Ruben Um Nyobé i 1955 Kameruns Union til folkets befrielse, der blev hensynsløst undertrykt.
Afgørende blev imidlertid, at de i mellemkrigstiden af Ferhat Abbas og Messali Hadj oprettede selvstændighedsbevægelser i Algeriet efter verdenskrigen blev kaldt til live: i 1945 gennemførte den franske hær Sétif-massakren. I 1954 startede befrielseskrigen i Algeriet, der set fra et fransk synspunkt var særlig alvorlig på grund af et forholdsvis stort antal europæiske bosættere (kaldet pieds-noirs). Algeriet opnåede sin uafhængighed 1962. Suez-krisen i 1956 afspejlede også franskmændenes manglende evne til at sætte magt bag sin politik, da de franske forsøg på at genvinde kontrollen over kanalen med britisk støtte mislykkedes, da USA modsatte sig planen.
Den Franske Union blev afløst af Det Franske Fællesskabs Forbund af 1958 (fransk: Communauté selon la Constitution de 1958), idet Senegal ved en afstemning nægtede at tiltræde den nye organisation. Organisations opløstes midt under den algeriske krig. De fleste afrikanske kolonier blev selvstændige i 1960 efter forudgående afstemninger. Enkelte kolonier foretak imidlertid at bevare tilknytningen til Frankrig som oversøiske områder eller départements.